# Ładunek elektryczny elementarny
Ładunek elektryczny elementarny — podstawowa stała fizyczna, oznaczona jako e, określająca wartość ładunku elektrycznego niesionego przez proton lub (alternatywnie) wartość bezwzględna ładunku elektrycznego elektronu.
20 maja 2019 roku jej wartość została przyjęta jako stała wartość 1,602 176 634×10−19C
Jest to najmniejsza i niepodzielna część ładunku elektrycznego. Istnieją cząstki – kwarki – obdarzone ułamkowym ładunkiem elementarnym, jednak występują one zawsze w stanie związanym tworząc inne cząstki w ten sposób, że ich ładunek jest całkowitą wielokrotnością ładunku elementarnego.
Po raz pierwszy elementarny ładunek elektryczny wyznaczył Robert Millikan w 1910 roku. Wcześniej J. S. Townsend wyznaczył przybliżony ładunek elektronu, ale nie powiązano go z elementarnym ładunkiem elektrycznym.
Zgodność ładunku elektronu i protonu jest przedmiotem badań. W latach 60. stwierdzono, że ich względna różnica jest mniejsza niż 10−21. Proponowano hipotezy, zgodnie z którymi różnica tych ładunków (a przez to łączny ładunek atomów) byłaby niezerowa. Miałyby one tłumaczyć m.in. istnienie pola magnetycznego Ziemi lub rozszerzanie się Wszechświata. Zgodność tę można wyjaśnić w ramach Modelu Standardowego.